# Norrköpings adliga jungfrustift

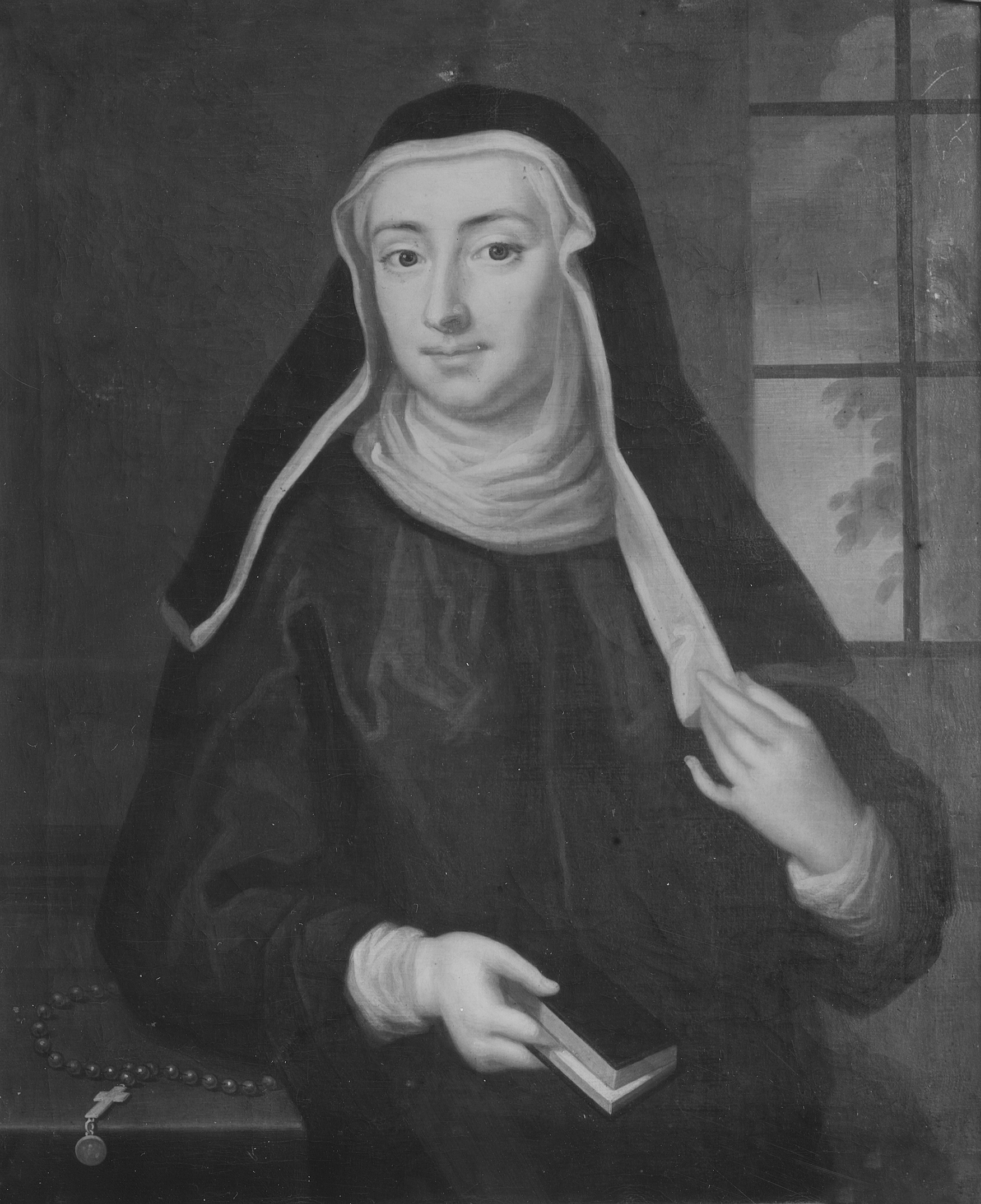
Sophia Emerentia von Dellwig, 1727–1783, grevinna, abbedissa i Norrköpings adliga jungfrustift.

Norrköpings jungfrustift var en svensk stiftelse och inrättning till försörjning för ogifta adelsdamer. Det var verksamt i Norrköping från 1783 till 1796 och underställt Vadstena adliga jungfrustift. Till skillnad från Vadstena existerade det inte enbart på papperet utan fungerade även reellt som ett protestantiskt kloster.   
År 1783 erbjöd sig riksrådet Carl Fredrik Scheffer att köpa en byggnad utanför Stockholm för att upprätta ett jungfrustift för att tillmötesgå klagomålen på att Vadstena adliga jungfrustift aldrig hade lyckats upprätta någon verksamhet. Han köpte ett hus i Norrköping och donerade den till Vadstena adliga jungfrustifts styrelse, som upprättade en "filial" till sin verksamhet där, vilket i realiteten blev Sveriges enda fungerande protestantiska jungfrukloster. Jungfrustiftet skulle innefatta en föreståndare med titeln abbedissa (hon kallades dock alltid priorinna) och sex adliga fröknar. 
Till första abbedissa utnämndes Sofia Emerentia Gyllenborg, änka efter ambassadören och riksrådet Henning Adolf Gyllenborg, den 23 september 1783: hon avled dock redan 3 oktober samma år, och efterträddes på Scheffers rekommendation av Hedvig Christina Creutz. Lokalerna öppnade påsken 1784. Förutom stiftjungfrurna hade huset även en del betalande kvinnliga hyresgäster. 
År 1796 beslöt stiftelsen att upplösa klostret på grund av dålig ekonomi. Byggnaden såldes, medan föreståndaren fick ett underhåll på 300 riksdaler och stiftjungfrurna 150 riksdaler vardera, varefter de fick leta upp en ny bostad som kunde godkännas av stiftelsen.

## Abbedissor
- 1783: Sofia Emerentia Gyllenborg (1727–1783)
- 1784: Hedvig Christina Creutz (1728–1819)